# William Hope
Pour les articles homonymes, voir Hope.
William Hope est un acteur canadien né le 2 mars 1955 à Montréal.

## Filmographie

### Cinéma
- 1981 : Scanners : Hazmat-Suit
- 1983 : La Loi des seigneurs : Senior
- 1986 : Aliens, le retour : Lieutenant Gorman
- 1988 : Hellraiser 2 : Kyle MacRae
- 1992 : Une lueur dans la nuit : Kernohan
- 1997 : Le Saint : l'officier du département d'État
- 2001 : Never Say Never Mind: The Swedish Bikini Team : Bill Mason
- 2002 : xXx : Agent Roger Donnan
- 2003 : Labyrinth : Robert Fisk
- 2004 : Capitaine Sky et le Monde de demain : le journaliste américain
- 2005 : Piège en eaux profondes : Fletcher
- 2005 : The Marksman : Johnathan Tensor
- 2006 : Slipp Jimmy fri : Harvey (voix)
- 2006 : The Detonator : Michael Shepard
- 2006 : 11-Septembre - Dans les tours jumelles : Harry Ramos
- 2007 : The Walker : Mungo Tenant
- 2007 : Trade Routes : Marcus Richter
- 2007 : Rintintin : Major Snickens
- 2008 : Dark Floors : Jon
- 2008 : Autopsy : voix additionnelle des zombies
- 2009 : Hero of the Rails : Edward, Toby et le Duc de Boxford
- 2009 : Sherlock Holmes : Ambassadeur Standish
- 2010 : Legacy : Mark Star
- 2010 : Thomas and Friends: Misty Island Rescue : Edward, Whiff, Bash et le responsable du doc
- 2010 : Seule contre tous : Blakely
- 2010 : Thomas and Friends: Merry Winter Wish : Toby, Bash, Rocky et le jeune garçon
- 2011 : Thomas and Friends: Wobbly Wheels and Whistles : Edward, Toby, Whiff et Dash
- 2011 : Cold Fusion : Willis
- 2011 : Thomas and Friends: Pop Goes Thomas : Toby et Bash
- 2011 : Thomas and Friends: The Birthday Express : Edward et Rocky
- 2011 : Captain America: First Avenger : le lieutenant du SHIELD
- 2011 : The Lady : James Baker
- 2011 : Thomas and Friends: Day of the Diesels : Edward et Toby
- 2011 : Thomas and Friends: Merry Christmas, Thomas! : Edward, Charlie et Dash
- 2011 : Thomas and Friends : Rescue on the Rails : Edward, Toby, Charlie, Dash et McColl
- 2012 : Thomas and Friends: Curious Cargo : Edward, Toby et Dash
- 2012 : Thomas and Friends: Up, Up and Away! : Dash, Charlie et McColl
- 2012 : Dark Shadows : le shérif
- 2012 : Chases and Fun Awesome Adventures Vol. Two: Races : Toby et Edward
- 2012 : Thomas and Friends: Schoolhouse Delivery : Toby, Charlie et Dash
- 2012 : Thomas and Friends: Blue Mountain Mystery : Edward et Toby
- 2012 : Thomas and Friends: A Very Thomas Christmas : Edward, Toby et Dash
- 2012 : Thomas and Friends: Sticky Situations : Edward, Whiff, Charlie, Dash et McColl
- 2013 : Thomas and Friends: Muddy Matters : Edward, Whiff et McColl
- 2013 : Spiders : Colonel Jenkins
- 2013 : Thomas and Friends: Go Go Thomas! : Edward, Dash et Bert
- 2013 : Thomas and Friends: Railway Mischief : Whiff et McColl
- 2013 : Thomas and Friends: King of the Railway : Edward et Toby
- 2013 : Walking with the Enemy : Carl Lutz
- 2014 : Thomas and Friends: Tale of the Brave : Edward et le responsable du dock
- 2014 : 2/11 Het spel van de wolf : CIA Liaison Aaron Leek
- 2015 : Thomas and Friends: The Adventure Begins : Edward
- 2015 : Thomas and Friends: Sodor's Legend of the Lost Treasure : Edward et Toby
- 2015 : Thomas and Friends: Tales on the Rails : Edward, Toby et McColl
- 2017 : Tout là-haut de Serge Hazanavicius
- 2017 : Slumber de Jonathan Hopkins : Malcolm
- 2018 : The Catcher Was a Spy de Ben Lewin : John Kieran
- 2022 : Massacre à la tronçonneuse (Texas Chainsaw Massacre) de David Blue Garcia
- 2022 : The Son de Florian Zeller : Andrew

### Télévision
- 1982 : Nancy Astor : Harry Langhorne (2 épisodes)
- 1984 : Nuits secrètes : Francis
- 1985 : Tender Is the Night : l'américain au bar (1 épisode)
- 1985 : Behind Enemy Liens : Lieutenant Michael Turner
- 1986 : Les Derniers Jours de Patton : Philip
- 1987 : Screen Two : Lieutenant Anson (1 épisode)
- 1989 : The Shell Seekers : Richard jeune
- 1992 : Un privé sous les tropiques : Lyle (1 épisode)
- 1993 : Scales of Justice : l'avocat de la défense (1 épisode)
- 1993 : The Hidden Room : Kevin (1 épisode)
- 1993 : Street Legal (en) : Mike Hogan (1 épisode)
- 1994 : To Save the Children : Duane Barton
- 1995 : As Time Goes By : Lionel jeune (1 épisode)
- 1996 : Drop the Dead Donkey : James Sillett (1 épisode)
- 1996 : The Vanishing Man : Kyle Jacob
- 1997 : Bodyguards : Robert Connor (1 épisode)
- 1999 : Gimme, Gimme, Gimme (en) : Terry Clinger (1 épisode)
- 1999 : The Ambassador (en) : Gardiner (1 épisode)
- 2000 : Animated Epics: Moby Dick : Peter Coffin et Flask
- 2001 : Sword of Honour : Général Clayton
- 2002 : Fields of Gold : Nick Venner
- 2004 : Dunkirk : Clouston
- 2005 : Coming Up : Major Winchester (1 épisode)
- 2005 : Egypt : Theodore Davis (1 épisode)
- 2005 : Broken News : Robert Strang (1 épisode)
- 2006 : The Eagle Falls : Colonel Kyle
- 2006 : Face au danger : Jim Kyle (1 épisode)
- 2006 : Avenger : Stephen Edmonds
- 2006 : If.... : Kim (1 épisode)
- 2006 : Ultimate Force : Bob Schulman (1 épisode)
- 2007 : Inspecteur Barnaby : Alan Alexander (1 épisode)
- 2008 : Inspecteur Lewis : Quentin Jackson (1 épisode)
- 2008 : Bonekickers : Preston Lester (1 épisode)
- 2008 : Holby City : Steve Randall (1 épisode)
- 2009 : Moonshot : Psychologist
- 2009 : The Last Days of Lehman Brothers : Bart McDade
- 2011 : Episodes : l'agent de Matt (1 épisode)
- 2011 : MI-5 : Jim Coaver (5 épisodes)
- 2012 : Maîtres et Valets : Ambassadeur Kennedy (1 épisode)
- 2013 : Liz Taylor et Richard Burton : Les Amants terribles : John Cullum
- 2013 : Miss Marple : Lippincott (1 épisode)
- 2013-2014 : Rãmâi cu mine : Tony (5 épisodes)
- 2015 : The Syndicate : Scott Mitchell (3 épisodes)
- 2024 : Eric : Commissaire Nelson

### Jeu vidéo
- 1999 : Dino Crisis : les bruits des T-Rex
- 2000 : C-12: Final Resistance : un cyborg
- 2001 : Aliens versus Predator 2 : un Predator
- 2004 : Vietcong
- 2004 : Headhunter: Redemption : MW3M
- 2005 : Constantine : Constantine
- 2005 : Evil Dead: Regeneration : voix additionnelles
- 2005 : Ultimate Spider-Man : Ultimate Carnage
- 2005 : Kameo: Elements of Power : Halis
- 2005 : X³: Reunion : Ion
- 2007 : ' : Predator
- 2010 : Aliens vs. Predator : Alien, Predator et Dr H.G. Groves
- 2011 : Driver: San Francisco : voix additionnelles
- 2014 : Alien: Isolation : Waits
- 2020 : Resident Evil 3 : Remake : Mikhail Victor